# Harry Hill (cyclisme)
Harry Hill, né le 8 mai 1916 à Padiham et mort le 31 janvier 2009 à Bury, est un coureur cycliste britannique de cyclisme sur piste.

## Carrière
Harry Hill participe aux Jeux olympiques d'été de 1936 à Berlin et remporte la médaille de bronze dans l'épreuve de poursuite par équipes avec Ernest Mills, Ernest Johnson et Charles King.

## Palmarès
- Jeux olympiques d'été
  -  Médaille de bronze en cyclisme sur piste en poursuite par équipes aux Jeux olympiques d'été de 1936 à Berlin